# Tyriozela porphyrogona
Tyriozela porphyrogona  (лат.) — вид чешуекрылых насекомых из семейства молей-блестянок. Единственный представитель рода Tyriozela.

## Описание
Размах крыльев 8,8,5 мм. От срединной ячейки на костальный край переднего крыла входят четыре радиальных жилки. 

## Распространение
Встречается только в Японии на островах Хоккайдо, Хонсю и Кюсю.